# Edoardo Amaldi
Edoardo Amaldi (né le 5 septembre 1908 à Carpaneto Piacentino et mort le 5 décembre 1989 à Rome) est un physicien italien.

## Biographie
Edoardo Amaldi est le fils de Ugo Amaldi un professeur d'université et Laura Basini.
Il est membre du groupe des Ragazzi di via Panisperna (en français Les garçons de la rue Panisperna), le groupe de travail qui, guidé par Enrico Fermi, obtient des résultats fondamentaux en physique nucléaire avec l'étude de la fission nucléaire. Leurs travaux sont récompensés en 1938 par le prix Nobel que reçoit Fermi. C'est durant cette année qu'Edoardo Amaldi commence à enseigner à l'université de physique expérimentale de Rome, dont il s'occupe pendant plus de 40 ans.
À la suite de la proclamation des lois raciales fascistes de 1938, le groupe de travail de via Panisperna est dispersé et Edoardo Amaldi réorganise les études physiques italiennes et est un des fondateurs de l'Institut national pour la physique nucléaire (INFN) duquel il devient ensuite président. Il est également cofondateur des laboratoires de Frascati de l'INFN ainsi que de l'Organisation européenne pour la recherche nucléaire (CERN) de Genève qui devient le premier laboratoire international de recherche sur la physique nucléaire,,,.
En plus de la physique nucléaire et des particules, Edoardo Amaldi réalise des études sur les monopôles magnétiques et les ondes gravitationnelles.
Politiquement, Edoardo Amaldi adhère au Mouvement Pugwash pour le désarmement nucléaire et la fondation de l'École internationale sur le désarmement et la recherche sur les conflits (ISODARCO).

## Hommages
Le département de physique de l'Université des études Roma Tre et les Lycées Scientifiques de Bitetto, de Tor Bella Monaca, de Alzano Lombardo, de Novi Ligure, de Carbonia et de Orbassano ainsi que la central Enel de La Casella sont dédiés à Edoardo Amaldi.
La médaille Amaldi de la Société italienne pour la relativité générale et la gravitation est un prix réservé aux scientifiques qui exercent leur activité en Europe et ont apporté une contribution importante à la physique de la gravitation 
En 2010, l'Agence spatiale européenne décide de donner son nom au troisième véhicule automatique de transfert européen (ATV-003 Edoardo Amaldi)